# 原母岩
原母岩（英語：Parent Rock）（或稱底層）, 在地球科學中，是指形成岩石或土壤的原始岩石。在成土作用過程中，原母岩對形成土壤的性質影響很大
；例如黏土由泥岩形成，而沙土由砂岩風化形成。原母岩可以是沉積岩、火成岩或變質岩。變質岩的原母岩是指在變質作用發生之前的原始岩石。